# Lerdala landskommun
Lerdala landskommun var en tidigare kommun i dåvarande Skaraborgs län.

## Administrativ historik
Kommunen inrättades i Lerdala socken i Vadsbo härad i Västergötland när 1862 års kommunalförordningar trädde i kraft.  
Vid kommunreformen 1952 uppgick landskommunen i Timmersdala landskommun som 1971 uppgick i Skövde kommun.

## Politik

### Mandatfördelning i Lerdala landskommun 1938-1946
| 4 | 2 | 6 | 3 |

| 15 |

| 7 | 8 |

| 14 |

| 6 | 9 |

| 13 |